# ميكاسا أكرمان
ميكاسا أكرمان (باليابانية: ミカサ・アッカーマン) هي شخصية خيالية وشخصية رئيسية في سلسلة أنمي ومانغا هجوم العمالقة. هي صديقة بطل القصة إرين بيغر الذي قامت عائلته بتبنيها بعد وفاة والديها ويقوم الإثنان بمساعدة بعضهما البعض دائما. تعتبر ميكاسا واحدة من أكثر الشخصيات المحبوبة والمشهورة في أنمي ومانغا هجوم العمالقة. كان أول ظهور لميكاسا في عام 2009، وآخر ظهور لها كان في عام 2023.